# Liste des communes de la Charente-Maritime
Pour les autres listes de communes françaises, voir Listes des communes de France.
| - La Charente-Maritime en France métropolitaine. - Carte des communes de la Charente-Maritime. |

Cette page liste les 462 communes du département français de la Charente-Maritime au 1er janvier 2025.

## Historique
Le département de la Charente-Maritime a été créé le 4 mars 1790 en application de la loi du 22 décembre 1789.
À la suite de la création de sept « communes nouvelles » entre 2016 et 2025, leur nombre est passé de 472 à 463.
Au 1er janvier 2025, les communes de Nuaillé-sur-Boutonne et Saint-Georges-de-Longuepierre se sont regroupées pour former la commune nouvelle de Rives-de-Boutonne. Le nombre de communes du département passe alors de 463 à 462.

## Liste des communes
Le tableau suivant donne la liste des communes au 1er janvier 2025, en précisant leur code Insee, leur code postal principal, leur arrondissement, leur canton, leur intercommunalité, leur superficie, leur population et leur densité, d'après les chiffres de l'Insee issus du recensement 2022,.
| Nom                           | Code Insee | Code postal | Arrondissement      | Canton                                    | Intercommunalité                          | Superficie (km2) | Population (dernière pop. légale) | Densité (hab./km2) | Modifier                                    |
| ----------------------------- | ---------- | ----------- | ------------------- | ----------------------------------------- | ----------------------------------------- | ---------------- | --------------------------------- | ------------------ | ------------------------------------------- |
| La Rochelle (préfecture)      | 17300      | 17000       | La Rochelle         | La Rochelle-1 La Rochelle-2 La Rochelle-3 | CA de La Rochelle                         | 28,43            | 79 961 (2022)                     | 2 813              | modifier les données · modifier les données |
| Agudelle                      | 17002      | 17500       | Jonzac              | Jonzac                                    | CC de la Haute Saintonge                  | 5,36             | 133 (2022)                        | 25                 | modifier les données · modifier les données |
| Aigrefeuille-d'Aunis          | 17003      | 17290       | Rochefort           | Surgères                                  | CC Aunis Sud                              | 16,76            | 4 578 (2022)                      | 273                | modifier les données · modifier les données |
| Allas-Bocage                  | 17005      | 17150       | Jonzac              | Jonzac                                    | CC de la Haute Saintonge                  | 10,87            | 197 (2022)                        | 18                 | modifier les données · modifier les données |
| Allas-Champagne               | 17006      | 17500       | Jonzac              | Jonzac                                    | CC de la Haute Saintonge                  | 7,65             | 266 (2022)                        | 35                 | modifier les données · modifier les données |
| Anais                         | 17007      | 17540       | Rochefort           | La Jarrie                                 | CC Aunis Sud                              | 9,44             | 318 (2022)                        | 34                 | modifier les données · modifier les données |
| Andilly                       | 17008      | 17230       | La Rochelle         | Marans                                    | CC Aunis Atlantique                       | 28,63            | 2 314 (2022)                      | 81                 | modifier les données · modifier les données |
| Angliers                      | 17009      | 17540       | La Rochelle         | Marans                                    | CC Aunis Atlantique                       | 10,74            | 1 366 (2022)                      | 127                | modifier les données · modifier les données |
| Angoulins                     | 17010      | 17690       | La Rochelle         | Châtelaillon-Plage                        | CA de La Rochelle                         | 7,86             | 4 147 (2022)                      | 528                | modifier les données · modifier les données |
| Annepont                      | 17011      | 17350       | Saint-Jean-d'Angély | Saint-Jean-d'Angély                       | CC Vals de Saintonge Communauté           | 8,81             | 395 (2022)                        | 45                 | modifier les données · modifier les données |
| Annezay                       | 17012      | 17380       | Saint-Jean-d'Angély | Saint-Jean-d'Angély                       | CC Vals de Saintonge Communauté           | 7,43             | 163 (2022)                        | 22                 | modifier les données · modifier les données |
| Antezant-la-Chapelle          | 17013      | 17400       | Saint-Jean-d'Angély | Matha                                     | CC Vals de Saintonge Communauté           | 18,63            | 366 (2022)                        | 20                 | modifier les données · modifier les données |
| Arces                         | 17015      | 17120       | Saintes             | Saintonge Estuaire                        | CA Royan Atlantique                       | 21,74            | 715 (2022)                        | 33                 | modifier les données · modifier les données |
| Archiac                       | 17016      | 17520       | Jonzac              | Jonzac                                    | CC de la Haute Saintonge                  | 4,48             | 762 (2022)                        | 170                | modifier les données · modifier les données |
| Archingeay                    | 17017      | 17380       | Saint-Jean-d'Angély | Saint-Jean-d'Angély                       | CC Vals de Saintonge Communauté           | 16,61            | 764 (2022)                        | 46                 | modifier les données · modifier les données |
| Ardillières                   | 17018      | 17290       | Rochefort           | Surgères                                  | CC Aunis Sud                              | 15,70            | 877 (2022)                        | 56                 | modifier les données · modifier les données |
| Ars-en-Ré                     | 17019      | 17590       | La Rochelle         | L'Île de Ré                               | CC de l'Île de Ré                         | 10,95            | 1 306 (2022)                      | 119                | modifier les données · modifier les données |
| Arthenac                      | 17020      | 17520       | Jonzac              | Jonzac                                    | CC de la Haute Saintonge                  | 12,66            | 339 (2022)                        | 27                 | modifier les données · modifier les données |
| Arvert                        | 17021      | 17530       | Rochefort           | La Tremblade                              | CA Royan Atlantique                       | 26,22            | 3 875 (2022)                      | 148                | modifier les données · modifier les données |
| Asnières-la-Giraud            | 17022      | 17400       | Saint-Jean-d'Angély | Matha                                     | CC Vals de Saintonge Communauté           | 18,64            | 980 (2022)                        | 53                 | modifier les données · modifier les données |
| Aujac                         | 17023      | 17770       | Saint-Jean-d'Angély | Chaniers                                  | CC Vals de Saintonge Communauté           | 8,73             | 373 (2022)                        | 43                 | modifier les données · modifier les données |
| Aulnay                        | 17024      | 17470       | Saint-Jean-d'Angély | Matha                                     | CC Vals de Saintonge Communauté           | 30,97            | 1 359 (2022)                      | 44                 | modifier les données · modifier les données |
| Aumagne                       | 17025      | 17770       | Saint-Jean-d'Angély | Chaniers                                  | CC Vals de Saintonge Communauté           | 20,50            | 699 (2022)                        | 34                 | modifier les données · modifier les données |
| Authon-Ébéon                  | 17026      | 17770       | Saint-Jean-d'Angély | Chaniers                                  | CC Vals de Saintonge Communauté           | 11,65            | 398 (2022)                        | 34                 | modifier les données · modifier les données |
| Avy                           | 17027      | 17800       | Jonzac              | Pons                                      | CC de la Haute Saintonge                  | 14,64            | 491 (2022)                        | 34                 | modifier les données · modifier les données |
| Aytré                         | 17028      | 17440       | La Rochelle         | Aytré                                     | CA de La Rochelle                         | 12,22            | 9 759 (2022)                      | 799                | modifier les données · modifier les données |
| Bagnizeau                     | 17029      | 17160       | Saint-Jean-d'Angély | Matha                                     | CC Vals de Saintonge Communauté           | 9,63             | 179 (2022)                        | 19                 | modifier les données · modifier les données |
| Balanzac                      | 17030      | 17600       | Saintes             | Saint-Porchaire                           | CC Cœur de Saintonge                      | 12,75            | 614 (2022)                        | 48                 | modifier les données · modifier les données |
| Ballans                       | 17031      | 17160       | Saint-Jean-d'Angély | Matha                                     | CC Vals de Saintonge Communauté           | 6,94             | 203 (2022)                        | 29                 | modifier les données · modifier les données |
| Ballon                        | 17032      | 17290       | Rochefort           | Surgères                                  | CC Aunis Sud                              | 12,18            | 823 (2022)                        | 68                 | modifier les données · modifier les données |
| La Barde                      | 17033      | 17360       | Jonzac              | Les Trois Monts                           | CC de la Haute Saintonge                  | 21,25            | 496 (2022)                        | 23                 | modifier les données · modifier les données |
| Barzan                        | 17034      | 17120       | Saintes             | Saintonge Estuaire                        | CA Royan Atlantique                       | 8,07             | 470 (2022)                        | 58                 | modifier les données · modifier les données |
| Bazauges                      | 17035      | 17490       | Saint-Jean-d'Angély | Matha                                     | CC Vals de Saintonge Communauté           | 8,28             | 104 (2022)                        | 13                 | modifier les données · modifier les données |
| Beaugeay                      | 17036      | 17620       | Rochefort           | Marennes                                  | CA Rochefort Océan                        | 14,51            | 785 (2022)                        | 54                 | modifier les données · modifier les données |
| Beauvais-sur-Matha            | 17037      | 17490       | Saint-Jean-d'Angély | Matha                                     | CC Vals de Saintonge Communauté           | 12,48            | 654 (2022)                        | 52                 | modifier les données · modifier les données |
| Bedenac                       | 17038      | 17210       | Jonzac              | Les Trois Monts                           | CC de la Haute Saintonge                  | 40,23            | 689 (2022)                        | 17                 | modifier les données · modifier les données |
| Belluire                      | 17039      | 17800       | Jonzac              | Pons                                      | CC de la Haute Saintonge                  | 4,50             | 216 (2022)                        | 48                 | modifier les données · modifier les données |
| Benon                         | 17041      | 17170       | La Rochelle         | Marans                                    | CC Aunis Atlantique                       | 46,62            | 1 811 (2022)                      | 39                 | modifier les données · modifier les données |
| Bercloux                      | 17042      | 17770       | Saint-Jean-d'Angély | Chaniers                                  | CC Vals de Saintonge Communauté           | 9,35             | 447 (2022)                        | 48                 | modifier les données · modifier les données |
| Bernay-Saint-Martin           | 17043      | 17330       | Saint-Jean-d'Angély | Saint-Jean-d'Angély                       | CC Vals de Saintonge Communauté           | 24,90            | 761 (2022)                        | 31                 | modifier les données · modifier les données |
| Berneuil                      | 17044      | 17460       | Saintes             | Thénac                                    | CC de Gémozac et de la Saintonge Viticole | 25,45            | 1 163 (2022)                      | 46                 | modifier les données · modifier les données |
| Beurlay                       | 17045      | 17250       | Saintes             | Saint-Porchaire                           | CC Cœur de Saintonge                      | 9,71             | 1 003 (2022)                      | 103                | modifier les données · modifier les données |
| Bignay                        | 17046      | 17400       | Saint-Jean-d'Angély | Saint-Jean-d'Angély                       | CC Vals de Saintonge Communauté           | 8,73             | 363 (2022)                        | 42                 | modifier les données · modifier les données |
| Biron                         | 17047      | 17800       | Jonzac              | Pons                                      | CC de la Haute Saintonge                  | 8,71             | 240 (2022)                        | 28                 | modifier les données · modifier les données |
| Blanzac-lès-Matha             | 17048      | 17160       | Saint-Jean-d'Angély | Matha                                     | CC Vals de Saintonge Communauté           | 9,42             | 330 (2022)                        | 35                 | modifier les données · modifier les données |
| Blanzay-sur-Boutonne          | 17049      | 17470       | Saint-Jean-d'Angély | Matha                                     | CC Vals de Saintonge Communauté           | 5,75             | 77 (2022)                         | 13                 | modifier les données · modifier les données |
| Bois                          | 17050      | 17240       | Jonzac              | Pons                                      | CC de la Haute Saintonge                  | 21,12            | 519 (2022)                        | 25                 | modifier les données · modifier les données |
| Le Bois-Plage-en-Ré           | 17051      | 17580       | La Rochelle         | L'Île de Ré                               | CC de l'Île de Ré                         | 12,18            | 2 177 (2022)                      | 179                | modifier les données · modifier les données |
| Boisredon                     | 17052      | 17150       | Jonzac              | Pons                                      | CC de la Haute Saintonge                  | 21,60            | 713 (2022)                        | 33                 | modifier les données · modifier les données |
| Bords                         | 17053      | 17430       | Saint-Jean-d'Angély | Saint-Jean-d'Angély                       | CC Vals de Saintonge Communauté           | 15,47            | 1 313 (2022)                      | 85                 | modifier les données · modifier les données |
| Boresse-et-Martron            | 17054      | 17270       | Jonzac              | Les Trois Monts                           | CC de la Haute Saintonge                  | 11,19            | 203 (2022)                        | 18                 | modifier les données · modifier les données |
| Boscamnant                    | 17055      | 17360       | Jonzac              | Les Trois Monts                           | CC de la Haute Saintonge                  | 13,98            | 336 (2022)                        | 24                 | modifier les données · modifier les données |
| Bougneau                      | 17056      | 17800       | Jonzac              | Pons                                      | CC de la Haute Saintonge                  | 14,54            | 632 (2022)                        | 43                 | modifier les données · modifier les données |
| Bouhet                        | 17057      | 17540       | Rochefort           | La Jarrie                                 | CC Aunis Sud                              | 15,20            | 910 (2022)                        | 60                 | modifier les données · modifier les données |
| Bourcefranc-le-Chapus         | 17058      | 17560       | Rochefort           | Marennes                                  | CC du Bassin de Marennes                  | 12,40            | 3 515 (2022)                      | 283                | modifier les données · modifier les données |
| Bourgneuf                     | 17059      | 17220       | La Rochelle         | La Jarrie                                 | CA de La Rochelle                         | 2,68             | 1 441 (2022)                      | 538                | modifier les données · modifier les données |
| Boutenac-Touvent              | 17060      | 17120       | Saintes             | Saintonge Estuaire                        | CA Royan Atlantique                       | 3,11             | 230 (2022)                        | 74                 | modifier les données · modifier les données |
| Bran                          | 17061      | 17210       | Jonzac              | Les Trois Monts                           | CC de la Haute Saintonge                  | 4,14             | 140 (2022)                        | 34                 | modifier les données · modifier les données |
| La Brée-les-Bains             | 17486      | 17840       | Rochefort           | L'Île d'Oléron                            | CC de l'île d'Oléron                      | 7,27             | 695 (2022)                        | 96                 | modifier les données · modifier les données |
| Bresdon                       | 17062      | 17490       | Saint-Jean-d'Angély | Matha                                     | CC Vals de Saintonge Communauté           | 16,67            | 228 (2022)                        | 14                 | modifier les données · modifier les données |
| Breuil-la-Réorte              | 17063      | 17700       | Rochefort           | Surgères                                  | CC Aunis Sud                              | 16,07            | 473 (2022)                        | 29                 | modifier les données · modifier les données |
| Breuil-Magné                  | 17065      | 17870       | Rochefort           | Tonnay-Charente                           | CA Rochefort Océan                        | 22,25            | 1 891 (2022)                      | 85                 | modifier les données · modifier les données |
| Breuillet                     | 17064      | 17920       | Rochefort           | La Tremblade                              | CA Royan Atlantique                       | 19,99            | 3 060 (2022)                      | 153                | modifier les données · modifier les données |
| Brie-sous-Archiac             | 17066      | 17520       | Jonzac              | Jonzac                                    | CC de la Haute Saintonge                  | 7,49             | 225 (2022)                        | 30                 | modifier les données · modifier les données |
| Brie-sous-Matha               | 17067      | 17160       | Saint-Jean-d'Angély | Matha                                     | CC Vals de Saintonge Communauté           | 6,30             | 170 (2022)                        | 27                 | modifier les données · modifier les données |
| Brie-sous-Mortagne            | 17068      | 17120       | Saintes             | Saintonge Estuaire                        | CA Royan Atlantique                       | 7,22             | 238 (2022)                        | 33                 | modifier les données · modifier les données |
| Brives-sur-Charente           | 17069      | 17800       | Jonzac              | Thénac                                    | CC de la Haute Saintonge                  | 5,94             | 219 (2022)                        | 37                 | modifier les données · modifier les données |
| Brizambourg                   | 17070      | 17770       | Saint-Jean-d'Angély | Chaniers                                  | CC Vals de Saintonge Communauté           | 21,26            | 978 (2022)                        | 46                 | modifier les données · modifier les données |
| La Brousse                    | 17071      | 17160       | Saint-Jean-d'Angély | Matha                                     | CC Vals de Saintonge Communauté           | 18,84            | 516 (2022)                        | 27                 | modifier les données · modifier les données |
| Burie                         | 17072      | 17770       | Saintes             | Chaniers                                  | CA Saintes - Grandes Rives - L'Agglo      | 9,19             | 1 337 (2022)                      | 145                | modifier les données · modifier les données |
| Bussac-Forêt                  | 17074      | 17210       | Jonzac              | Les Trois Monts                           | CC de la Haute Saintonge                  | 34,78            | 1 079 (2022)                      | 31                 | modifier les données · modifier les données |
| Bussac-sur-Charente           | 17073      | 17100       | Saintes             | Chaniers                                  | CA Saintes - Grandes Rives - L'Agglo      | 9,98             | 1 313 (2022)                      | 132                | modifier les données · modifier les données |
| Cabariot                      | 17075      | 17430       | Rochefort           | Tonnay-Charente                           | CA Rochefort Océan                        | 15,12            | 1 470 (2022)                      | 97                 | modifier les données · modifier les données |
| Celles                        | 17076      | 17520       | Jonzac              | Jonzac                                    | CC de la Haute Saintonge                  | 6,00             | 326 (2022)                        | 54                 | modifier les données · modifier les données |
| Cercoux                       | 17077      | 17270       | Jonzac              | Les Trois Monts                           | CC de la Haute Saintonge                  | 41,88            | 1 289 (2022)                      | 31                 | modifier les données · modifier les données |
| Chadenac                      | 17078      | 17800       | Jonzac              | Pons                                      | CC de la Haute Saintonge                  | 14,11            | 526 (2022)                        | 37                 | modifier les données · modifier les données |
| Chaillevette                  | 17079      | 17890       | Rochefort           | La Tremblade                              | CA Royan Atlantique                       | 10,03            | 1 652 (2022)                      | 165                | modifier les données · modifier les données |
| Chambon                       | 17080      | 17290       | Rochefort           | Surgères                                  | CC Aunis Sud                              | 18,33            | 985 (2022)                        | 54                 | modifier les données · modifier les données |
| Chamouillac                   | 17081      | 17130       | Jonzac              | Les Trois Monts                           | CC de la Haute Saintonge                  | 8,19             | 369 (2022)                        | 45                 | modifier les données · modifier les données |
| Champagnac                    | 17082      | 17500       | Jonzac              | Jonzac                                    | CC de la Haute Saintonge                  | 12,89            | 493 (2022)                        | 38                 | modifier les données · modifier les données |
| Champagne                     | 17083      | 17620       | Rochefort           | Marennes                                  | CA Rochefort Océan                        | 19,53            | 637 (2022)                        | 33                 | modifier les données · modifier les données |
| Champagnolles                 | 17084      | 17240       | Jonzac              | Pons                                      | CC de la Haute Saintonge                  | 17,03            | 687 (2022)                        | 40                 | modifier les données · modifier les données |
| Champdolent                   | 17085      | 17430       | Saint-Jean-d'Angély | Saint-Jean-d'Angély                       | CC Vals de Saintonge Communauté           | 12,02            | 419 (2022)                        | 35                 | modifier les données · modifier les données |
| Chaniers                      | 17086      | 17610       | Saintes             | Chaniers                                  | CA Saintes - Grandes Rives - L'Agglo      | 26,53            | 3 634 (2022)                      | 137                | modifier les données · modifier les données |
| Chantemerle-sur-la-Soie       | 17087      | 17380       | Saint-Jean-d'Angély | Saint-Jean-d'Angély                       | CC Vals de Saintonge Communauté           | 5,72             | 214 (2022)                        | 37                 | modifier les données · modifier les données |
| La Chapelle-des-Pots          | 17089      | 17100       | Saintes             | Chaniers                                  | CA Saintes - Grandes Rives - L'Agglo      | 10,27            | 1 007 (2022)                      | 98                 | modifier les données · modifier les données |
| Charron                       | 17091      | 17230       | La Rochelle         | Marans                                    | CC Aunis Atlantique                       | 37,54            | 2 014 (2022)                      | 54                 | modifier les données · modifier les données |
| Chartuzac                     | 17092      | 17130       | Jonzac              | Les Trois Monts                           | CC de la Haute Saintonge                  | 2,38             | 164 (2022)                        | 69                 | modifier les données · modifier les données |
| Le Château-d'Oléron           | 17093      | 17480       | Rochefort           | L'Île d'Oléron                            | CC de l'île d'Oléron                      | 15,67            | 4 359 (2022)                      | 278                | modifier les données · modifier les données |
| Châtelaillon-Plage            | 17094      | 17340       | La Rochelle         | Châtelaillon-Plage                        | CA de La Rochelle                         | 6,59             | 6 440 (2022)                      | 977                | modifier les données · modifier les données |
| Chatenet                      | 17095      | 17210       | Jonzac              | Les Trois Monts                           | CC de la Haute Saintonge                  | 9,64             | 217 (2022)                        | 23                 | modifier les données · modifier les données |
| Chaunac                       | 17096      | 17130       | Jonzac              | Jonzac                                    | CC de la Haute Saintonge                  | 2,26             | 70 (2022)                         | 31                 | modifier les données · modifier les données |
| Le Chay                       | 17097      | 17600       | Saintes             | Saujon                                    | CA Royan Atlantique                       | 12,01            | 836 (2022)                        | 70                 | modifier les données · modifier les données |
| Chenac-Saint-Seurin-d'Uzet    | 17098      | 17120       | Saintes             | Saintonge Estuaire                        | CA Royan Atlantique                       | 20,23            | 595 (2022)                        | 29                 | modifier les données · modifier les données |
| Chepniers                     | 17099      | 17210       | Jonzac              | Les Trois Monts                           | CC de la Haute Saintonge                  | 28,21            | 694 (2022)                        | 25                 | modifier les données · modifier les données |
| Chérac                        | 17100      | 17610       | Saintes             | Chaniers                                  | CA Saintes - Grandes Rives - L'Agglo      | 29,88            | 1 135 (2022)                      | 38                 | modifier les données · modifier les données |
| Cherbonnières                 | 17101      | 17470       | Saint-Jean-d'Angély | Matha                                     | CC Vals de Saintonge Communauté           | 16,58            | 340 (2022)                        | 21                 | modifier les données · modifier les données |
| Chermignac                    | 17102      | 17460       | Saintes             | Thénac                                    | CA Saintes - Grandes Rives - L'Agglo      | 13,43            | 1 274 (2022)                      | 95                 | modifier les données · modifier les données |
| Chevanceaux                   | 17104      | 17210       | Jonzac              | Les Trois Monts                           | CC de la Haute Saintonge                  | 21,77            | 1 087 (2022)                      | 50                 | modifier les données · modifier les données |
| Chives                        | 17105      | 17510       | Saint-Jean-d'Angély | Matha                                     | CC Vals de Saintonge Communauté           | 20,66            | 309 (2022)                        | 15                 | modifier les données · modifier les données |
| Cierzac                       | 17106      | 17520       | Jonzac              | Jonzac                                    | CC de la Haute Saintonge                  | 5,20             | 321 (2022)                        | 62                 | modifier les données · modifier les données |
| Ciré-d'Aunis                  | 17107      | 17290       | Rochefort           | Surgères                                  | CC Aunis Sud                              | 25,76            | 1 560 (2022)                      | 61                 | modifier les données · modifier les données |
| Clam                          | 17108      | 17500       | Jonzac              | Jonzac                                    | CC de la Haute Saintonge                  | 6,83             | 405 (2022)                        | 59                 | modifier les données · modifier les données |
| Clavette                      | 17109      | 17220       | La Rochelle         | La Jarrie                                 | CA de La Rochelle                         | 6,29             | 1 423 (2022)                      | 226                | modifier les données · modifier les données |
| Clérac                        | 17110      | 17270       | Jonzac              | Les Trois Monts                           | CC de la Haute Saintonge                  | 43,08            | 1 026 (2022)                      | 24                 | modifier les données · modifier les données |
| Clion                         | 17111      | 17240       | Jonzac              | Jonzac                                    | CC de la Haute Saintonge                  | 15,84            | 847 (2022)                        | 53                 | modifier les données · modifier les données |
| La Clisse                     | 17112      | 17600       | Saintes             | Thénac                                    | CA Saintes - Grandes Rives - L'Agglo      | 5,18             | 744 (2022)                        | 144                | modifier les données · modifier les données |
| La Clotte                     | 17113      | 17360       | Jonzac              | Les Trois Monts                           | CC de la Haute Saintonge                  | 17,84            | 708 (2022)                        | 40                 | modifier les données · modifier les données |
| Coivert                       | 17114      | 17330       | Saint-Jean-d'Angély | Matha                                     | CC Vals de Saintonge Communauté           | 14,78            | 196 (2022)                        | 13                 | modifier les données · modifier les données |
| Colombiers                    | 17115      | 17460       | Saintes             | Thénac                                    | CA Saintes - Grandes Rives - L'Agglo      | 7,14             | 301 (2022)                        | 42                 | modifier les données · modifier les données |
| Consac                        | 17116      | 17150       | Jonzac              | Jonzac                                    | CC de la Haute Saintonge                  | 9,13             | 235 (2022)                        | 26                 | modifier les données · modifier les données |
| Contré                        | 17117      | 17470       | Saint-Jean-d'Angély | Matha                                     | CC Vals de Saintonge Communauté           | 12,32            | 136 (2022)                        | 11                 | modifier les données · modifier les données |
| Corignac                      | 17118      | 17130       | Jonzac              | Les Trois Monts                           | CC de la Haute Saintonge                  | 11,57            | 328 (2022)                        | 28                 | modifier les données · modifier les données |
| Corme-Écluse                  | 17119      | 17600       | Saintes             | Saujon                                    | CA Royan Atlantique                       | 17,49            | 1 278 (2022)                      | 73                 | modifier les données · modifier les données |
| Corme-Royal                   | 17120      | 17600       | Saintes             | Thénac                                    | CA Saintes - Grandes Rives - L'Agglo      | 27,18            | 1 969 (2022)                      | 72                 | modifier les données · modifier les données |
| La Couarde-sur-Mer            | 17121      | 17670       | La Rochelle         | L'Île de Ré                               | CC de l'Île de Ré                         | 8,80             | 1 112 (2022)                      | 126                | modifier les données · modifier les données |
| Coulonges                     | 17122      | 17800       | Jonzac              | Thénac                                    | CC de la Haute Saintonge                  | 9,16             | 227 (2022)                        | 25                 | modifier les données · modifier les données |
| Courant                       | 17124      | 17330       | Saint-Jean-d'Angély | Saint-Jean-d'Angély                       | CC Vals de Saintonge Communauté           | 15,46            | 442 (2022)                        | 29                 | modifier les données · modifier les données |
| Courcelles                    | 17125      | 17400       | Saint-Jean-d'Angély | Matha                                     | CC Vals de Saintonge Communauté           | 6,77             | 454 (2022)                        | 67                 | modifier les données · modifier les données |
| Courcerac                     | 17126      | 17160       | Saint-Jean-d'Angély | Matha                                     | CC Vals de Saintonge Communauté           | 6,20             | 311 (2022)                        | 50                 | modifier les données · modifier les données |
| Courçon                       | 17127      | 17170       | La Rochelle         | Marans                                    | CC Aunis Atlantique                       | 19,11            | 2 081 (2022)                      | 109                | modifier les données · modifier les données |
| Courcoury                     | 17128      | 17100       | Saintes             | Thénac                                    | CA Saintes - Grandes Rives - L'Agglo      | 12,66            | 717 (2022)                        | 57                 | modifier les données · modifier les données |
| Courpignac                    | 17129      | 17130       | Jonzac              | Pons                                      | CC de la Haute Saintonge                  | 14,97            | 413 (2022)                        | 28                 | modifier les données · modifier les données |
| Coux                          | 17130      | 17130       | Jonzac              | Les Trois Monts                           | CC de la Haute Saintonge                  | 13,21            | 484 (2022)                        | 37                 | modifier les données · modifier les données |
| Cozes                         | 17131      | 17120       | Saintes             | Saintonge Estuaire                        | CA Royan Atlantique                       | 16,56            | 2 223 (2022)                      | 134                | modifier les données · modifier les données |
| Cram-Chaban                   | 17132      | 17170       | La Rochelle         | Marans                                    | CC Aunis Atlantique                       | 16,06            | 648 (2022)                        | 40                 | modifier les données · modifier les données |
| Cravans                       | 17133      | 17260       | Saintes             | Saintonge Estuaire                        | CC de Gémozac et de la Saintonge Viticole | 14,72            | 859 (2022)                        | 58                 | modifier les données · modifier les données |
| Crazannes                     | 17134      | 17350       | Saintes             | Saint-Porchaire                           | CC Cœur de Saintonge                      | 4,81             | 442 (2022)                        | 92                 | modifier les données · modifier les données |
| Cressé                        | 17135      | 17160       | Saint-Jean-d'Angély | Matha                                     | CC Vals de Saintonge Communauté           | 10,96            | 225 (2022)                        | 21                 | modifier les données · modifier les données |
| Croix-Chapeau                 | 17136      | 17220       | La Rochelle         | La Jarrie                                 | CA de La Rochelle                         | 4,83             | 1 377 (2022)                      | 285                | modifier les données · modifier les données |
| La Croix-Comtesse             | 17137      | 17330       | Saint-Jean-d'Angély | Saint-Jean-d'Angély                       | CC Vals de Saintonge Communauté           | 2,62             | 223 (2022)                        | 85                 | modifier les données · modifier les données |
| Dampierre-sur-Boutonne        | 17138      | 17470       | Saint-Jean-d'Angély | Matha                                     | CC Vals de Saintonge Communauté           | 14,04            | 271 (2022)                        | 19                 | modifier les données · modifier les données |
| La Devise                     | 17457      | 17380 17700 | Rochefort           | Saint-Jean-d'Angély                       | CC Aunis Sud                              | 26,83            | 1 196 (2022)                      | 45                 | modifier les données · modifier les données |
| Dœuil-sur-le-Mignon           | 17139      | 17330       | Saint-Jean-d'Angély | Saint-Jean-d'Angély                       | CC Vals de Saintonge Communauté           | 19,33            | 373 (2022)                        | 19                 | modifier les données · modifier les données |
| Dolus-d'Oléron                | 17140      | 17550       | Rochefort           | L'Île d'Oléron                            | CC de l'île d'Oléron                      | 29,02            | 3 187 (2022)                      | 110                | modifier les données · modifier les données |
| Dompierre-sur-Charente        | 17141      | 17610       | Saintes             | Chaniers                                  | CA Saintes - Grandes Rives - L'Agglo      | 8,29             | 483 (2022)                        | 58                 | modifier les données · modifier les données |
| Dompierre-sur-Mer             | 17142      | 17139       | La Rochelle         | Aytré                                     | CA de La Rochelle                         | 18,35            | 6 084 (2022)                      | 332                | modifier les données · modifier les données |
| Le Douhet                     | 17143      | 17100       | Saintes             | Chaniers                                  | CA Saintes - Grandes Rives - L'Agglo      | 18,35            | 705 (2022)                        | 38                 | modifier les données · modifier les données |
| Échebrune                     | 17145      | 17800       | Jonzac              | Pons                                      | CC de la Haute Saintonge                  | 17,08            | 482 (2022)                        | 28                 | modifier les données · modifier les données |
| Échillais                     | 17146      | 17620       | Rochefort           | Tonnay-Charente                           | CA Rochefort Océan                        | 14,72            | 3 701 (2022)                      | 251                | modifier les données · modifier les données |
| Écoyeux                       | 17147      | 17770       | Saintes             | Chaniers                                  | CA Saintes - Grandes Rives - L'Agglo      | 20,34            | 1 380 (2022)                      | 68                 | modifier les données · modifier les données |
| Écurat                        | 17148      | 17810       | Saintes             | Saint-Porchaire                           | CA Saintes - Grandes Rives - L'Agglo      | 10,55            | 445 (2022)                        | 42                 | modifier les données · modifier les données |
| Les Éduts                     | 17149      | 17510       | Saint-Jean-d'Angély | Matha                                     | CC Vals de Saintonge Communauté           | 8,05             | 58 (2022)                         | 7,2                | modifier les données · modifier les données |
| Les Églises-d'Argenteuil      | 17150      | 17400       | Saint-Jean-d'Angély | Matha                                     | CC Vals de Saintonge Communauté           | 14,29            | 533 (2022)                        | 37                 | modifier les données · modifier les données |
| L'Éguille                     | 17151      | 17600       | Rochefort           | Saujon                                    | CA Royan Atlantique                       | 5,49             | 909 (2022)                        | 166                | modifier les données · modifier les données |
| Épargnes                      | 17152      | 17120       | Saintes             | Saintonge Estuaire                        | CA Royan Atlantique                       | 23,40            | 925 (2022)                        | 40                 | modifier les données · modifier les données |
| Esnandes                      | 17153      | 17137       | La Rochelle         | Lagord                                    | CA de La Rochelle                         | 7,45             | 2 132 (2022)                      | 286                | modifier les données · modifier les données |
| Les Essards                   | 17154      | 17250       | Saintes             | Saint-Porchaire                           | CC Cœur de Saintonge                      | 9,66             | 733 (2022)                        | 76                 | modifier les données · modifier les données |
| Essouvert                     | 17277      | 17400       | Saint-Jean-d'Angély | Saint-Jean-d'Angély                       | CC Vals de Saintonge Communauté           | 30,23            | 1 029 (2022)                      | 34                 | modifier les données · modifier les données |
| Étaules                       | 17155      | 17750       | Rochefort           | La Tremblade                              | CA Royan Atlantique                       | 11,55            | 2 763 (2022)                      | 239                | modifier les données · modifier les données |
| Expiremont                    | 17156      | 17130       | Jonzac              | Les Trois Monts                           | CC de la Haute Saintonge                  | 5,66             | 120 (2022)                        | 21                 | modifier les données · modifier les données |
| Fenioux                       | 17157      | 17350       | Saint-Jean-d'Angély | Saint-Jean-d'Angély                       | CC Vals de Saintonge Communauté           | 9,36             | 168 (2022)                        | 18                 | modifier les données · modifier les données |
| Ferrières                     | 17158      | 17170       | La Rochelle         | Marans                                    | CC Aunis Atlantique                       | 7,59             | 1 459 (2022)                      | 192                | modifier les données · modifier les données |
| Fléac-sur-Seugne              | 17159      | 17800       | Jonzac              | Pons                                      | CC de la Haute Saintonge                  | 8,28             | 361 (2022)                        | 44                 | modifier les données · modifier les données |
| Floirac                       | 17160      | 17120 17240 | Saintes             | Saintonge Estuaire                        | CA Royan Atlantique                       | 16,02            | 427 (2022)                        | 27                 | modifier les données · modifier les données |
| La Flotte                     | 17161      | 17630       | La Rochelle         | L'Île de Ré                               | CC de l'Île de Ré                         | 12,32            | 3 131 (2022)                      | 254                | modifier les données · modifier les données |
| Fontaine-Chalendray           | 17162      | 17510       | Saint-Jean-d'Angély | Matha                                     | CC Vals de Saintonge Communauté           | 18,86            | 224 (2022)                        | 12                 | modifier les données · modifier les données |
| Fontaines-d'Ozillac           | 17163      | 17500       | Jonzac              | Jonzac                                    | CC de la Haute Saintonge                  | 13,87            | 511 (2022)                        | 37                 | modifier les données · modifier les données |
| Fontcouverte                  | 17164      | 17100       | Saintes             | Chaniers                                  | CA Saintes - Grandes Rives - L'Agglo      | 11,58            | 2 313 (2022)                      | 200                | modifier les données · modifier les données |
| Fontenet                      | 17165      | 17400       | Saint-Jean-d'Angély | Matha                                     | CC Vals de Saintonge Communauté           | 10,27            | 392 (2022)                        | 38                 | modifier les données · modifier les données |
| Forges                        | 17166      | 17290       | Rochefort           | Surgères                                  | CC Aunis Sud                              | 13,58            | 1 323 (2022)                      | 97                 | modifier les données · modifier les données |
| Le Fouilloux                  | 17167      | 17270       | Jonzac              | Les Trois Monts                           | CC de la Haute Saintonge                  | 29,55            | 760 (2022)                        | 26                 | modifier les données · modifier les données |
| Fouras                        | 17168      | 17450       | Rochefort           | Châtelaillon-Plage                        | CA Rochefort Océan                        | 9,51             | 4 124 (2022)                      | 434                | modifier les données · modifier les données |
| Geay                          | 17171      | 17250       | Saintes             | Saint-Porchaire                           | CC Cœur de Saintonge                      | 15,90            | 783 (2022)                        | 49                 | modifier les données · modifier les données |
| Gémozac                       | 17172      | 17260       | Saintes             | Saintonge Estuaire                        | CC de Gémozac et de la Saintonge Viticole | 31,93            | 3 033 (2022)                      | 95                 | modifier les données · modifier les données |
| La Genétouze                  | 17173      | 17360       | Jonzac              | Les Trois Monts                           | CC de la Haute Saintonge                  | 37,03            | 220 (2022)                        | 5,9                | modifier les données · modifier les données |
| Genouillé                     | 17174      | 17430       | Rochefort           | Tonnay-Charente                           | CC Aunis Sud                              | 34,41            | 889 (2022)                        | 26                 | modifier les données · modifier les données |
| Germignac                     | 17175      | 17520       | Jonzac              | Jonzac                                    | CC de la Haute Saintonge                  | 14,42            | 647 (2022)                        | 45                 | modifier les données · modifier les données |
| Gibourne                      | 17176      | 17160       | Saint-Jean-d'Angély | Matha                                     | CC Vals de Saintonge Communauté           | 11,00            | 103 (2022)                        | 9,4                | modifier les données · modifier les données |
| Le Gicq                       | 17177      | 17160       | Saint-Jean-d'Angély | Matha                                     | CC Vals de Saintonge Communauté           | 5,97             | 119 (2022)                        | 20                 | modifier les données · modifier les données |
| Givrezac                      | 17178      | 17260       | Jonzac              | Pons                                      | CC de la Haute Saintonge                  | 2,70             | 77 (2022)                         | 29                 | modifier les données · modifier les données |
| Les Gonds                     | 17179      | 17100       | Saintes             | Thénac                                    | CA Saintes - Grandes Rives - L'Agglo      | 12,96            | 1 759 (2022)                      | 136                | modifier les données · modifier les données |
| Gourvillette                  | 17180      | 17490       | Saint-Jean-d'Angély | Matha                                     | CC Vals de Saintonge Communauté           | 8,01             | 107 (2022)                        | 13                 | modifier les données · modifier les données |
| Le Grand-Village-Plage        | 17485      | 17370       | Rochefort           | L'Île d'Oléron                            | CC de l'île d'Oléron                      | 6,05             | 1 096 (2022)                      | 181                | modifier les données · modifier les données |
| Grandjean                     | 17181      | 17350       | Saint-Jean-d'Angély | Saint-Jean-d'Angély                       | CC Vals de Saintonge Communauté           | 6,10             | 310 (2022)                        | 51                 | modifier les données · modifier les données |
| La Grève-sur-Mignon           | 17182      | 17170       | La Rochelle         | Marans                                    | CC Aunis Atlantique                       | 11,48            | 568 (2022)                        | 49                 | modifier les données · modifier les données |
| Grézac                        | 17183      | 17120       | Saintes             | Saintonge Estuaire                        | CA Royan Atlantique                       | 20,06            | 951 (2022)                        | 47                 | modifier les données · modifier les données |
| La Gripperie-Saint-Symphorien | 17184      | 17620       | Rochefort           | Marennes                                  | CA Rochefort Océan                        | 18,16            | 598 (2022)                        | 33                 | modifier les données · modifier les données |
| Le Gua                        | 17185      | 17600       | Rochefort           | Marennes                                  | CC du Bassin de Marennes                  | 36,09            | 2 115 (2022)                      | 59                 | modifier les données · modifier les données |
| Le Gué-d'Alleré               | 17186      | 17540       | La Rochelle         | Marans                                    | CC Aunis Atlantique                       | 7,55             | 1 040 (2022)                      | 138                | modifier les données · modifier les données |
| Guitinières                   | 17187      | 17500       | Jonzac              | Jonzac                                    | CC de la Haute Saintonge                  | 9,18             | 479 (2022)                        | 52                 | modifier les données · modifier les données |
| Haimps                        | 17188      | 17160       | Saint-Jean-d'Angély | Matha                                     | CC Vals de Saintonge Communauté           | 18,47            | 452 (2022)                        | 24                 | modifier les données · modifier les données |
| L'Houmeau                     | 17190      | 17137       | La Rochelle         | Lagord                                    | CA de La Rochelle                         | 4,22             | 2 953 (2022)                      | 700                | modifier les données · modifier les données |
| Île-d'Aix                     | 17004      | 17123       | Rochefort           | Châtelaillon-Plage                        | CA Rochefort Océan                        | 1,19             | 196 (2022)                        | 165                | modifier les données · modifier les données |
| La Jard                       | 17191      | 17460       | Saintes             | Thénac                                    | CA Saintes - Grandes Rives - L'Agglo      | 8,48             | 427 (2022)                        | 50                 | modifier les données · modifier les données |
| Jarnac-Champagne              | 17192      | 17520       | Jonzac              | Jonzac                                    | CC de la Haute Saintonge                  | 21,95            | 876 (2022)                        | 40                 | modifier les données · modifier les données |
| La Jarne                      | 17193      | 17220       | La Rochelle         | La Jarrie                                 | CA de La Rochelle                         | 8,42             | 2 591 (2022)                      | 308                | modifier les données · modifier les données |
| La Jarrie                     | 17194      | 17220       | La Rochelle         | La Jarrie                                 | CA de La Rochelle                         | 9,45             | 3 447 (2022)                      | 365                | modifier les données · modifier les données |
| La Jarrie-Audouin             | 17195      | 17330       | Saint-Jean-d'Angély | Saint-Jean-d'Angély                       | CC Vals de Saintonge Communauté           | 8,41             | 272 (2022)                        | 32                 | modifier les données · modifier les données |
| Jazennes                      | 17196      | 17260       | Saintes             | Saintonge Estuaire                        | CC de Gémozac et de la Saintonge Viticole | 10,84            | 548 (2022)                        | 51                 | modifier les données · modifier les données |
| Jonzac                        | 17197      | 17500       | Jonzac              | Jonzac                                    | CC de la Haute Saintonge                  | 13,09            | 3 576 (2022)                      | 273                | modifier les données · modifier les données |
| Juicq                         | 17198      | 17770       | Saint-Jean-d'Angély | Chaniers                                  | CC Vals de Saintonge Communauté           | 9,25             | 314 (2022)                        | 34                 | modifier les données · modifier les données |
| Jussas                        | 17199      | 17130       | Jonzac              | Les Trois Monts                           | CC de la Haute Saintonge                  | 9,11             | 153 (2022)                        | 17                 | modifier les données · modifier les données |
| Lagord                        | 17200      | 17140       | La Rochelle         | Lagord                                    | CA de La Rochelle                         | 8,04             | 7 594 (2022)                      | 945                | modifier les données · modifier les données |
| La Laigne                     | 17201      | 17170       | La Rochelle         | Marans                                    | CC Aunis Atlantique                       | 4,26             | 494 (2022)                        | 116                | modifier les données · modifier les données |
| Landes                        | 17202      | 17380       | Saint-Jean-d'Angély | Saint-Jean-d'Angély                       | CC Vals de Saintonge Communauté           | 16,05            | 575 (2022)                        | 36                 | modifier les données · modifier les données |
| Landrais                      | 17203      | 17290       | Rochefort           | Surgères                                  | CC Aunis Sud                              | 15,40            | 798 (2022)                        | 52                 | modifier les données · modifier les données |
| Léoville                      | 17204      | 17500       | Jonzac              | Jonzac                                    | CC de la Haute Saintonge                  | 9,89             | 301 (2022)                        | 30                 | modifier les données · modifier les données |
| Loire-les-Marais              | 17205      | 17870       | Rochefort           | Tonnay-Charente                           | CA Rochefort Océan                        | 12,46            | 382 (2022)                        | 31                 | modifier les données · modifier les données |
| Loiré-sur-Nie                 | 17206      | 17470       | Saint-Jean-d'Angély | Matha                                     | CC Vals de Saintonge Communauté           | 14,40            | 284 (2022)                        | 20                 | modifier les données · modifier les données |
| Loix                          | 17207      | 17111       | La Rochelle         | L'Île de Ré                               | CC de l'Île de Ré                         | 6,70             | 742 (2022)                        | 111                | modifier les données · modifier les données |
| Longèves                      | 17208      | 17230       | La Rochelle         | Marans                                    | CC Aunis Atlantique                       | 12,63            | 1 061 (2022)                      | 84                 | modifier les données · modifier les données |
| Lonzac                        | 17209      | 17520       | Jonzac              | Jonzac                                    | CC de la Haute Saintonge                  | 6,24             | 268 (2022)                        | 43                 | modifier les données · modifier les données |
| Lorignac                      | 17210      | 17240       | Jonzac              | Pons                                      | CC de la Haute Saintonge                  | 17,53            | 511 (2022)                        | 29                 | modifier les données · modifier les données |
| Loulay                        | 17211      | 17330       | Saint-Jean-d'Angély | Saint-Jean-d'Angély                       | CC Vals de Saintonge Communauté           | 7,30             | 761 (2022)                        | 104                | modifier les données · modifier les données |
| Louzignac                     | 17212      | 17160       | Saint-Jean-d'Angély | Matha                                     | CC Vals de Saintonge Communauté           | 6,13             | 172 (2022)                        | 28                 | modifier les données · modifier les données |
| Lozay                         | 17213      | 17330       | Saint-Jean-d'Angély | Saint-Jean-d'Angély                       | CC Vals de Saintonge Communauté           | 11,85            | 155 (2022)                        | 13                 | modifier les données · modifier les données |
| Luchat                        | 17214      | 17600       | Saintes             | Thénac                                    | CA Saintes - Grandes Rives - L'Agglo      | 4,67             | 513 (2022)                        | 110                | modifier les données · modifier les données |
| Lussac                        | 17215      | 17500       | Jonzac              | Jonzac                                    | CC de la Haute Saintonge                  | 1,72             | 43 (2022)                         | 25                 | modifier les données · modifier les données |
| Lussant                       | 17216      | 17430       | Rochefort           | Tonnay-Charente                           | CA Rochefort Océan                        | 8,79             | 1 013 (2022)                      | 115                | modifier les données · modifier les données |
| Macqueville                   | 17217      | 17490       | Saint-Jean-d'Angély | Matha                                     | CC Vals de Saintonge Communauté           | 11,21            | 296 (2022)                        | 26                 | modifier les données · modifier les données |
| Marans                        | 17218      | 17230       | La Rochelle         | Marans                                    | CC Aunis Atlantique                       | 82,49            | 4 487 (2022)                      | 54                 | modifier les données · modifier les données |
| Marennes-Hiers-Brouage        | 17219      | 17320       | Rochefort           | Marennes                                  | CC du Bassin de Marennes                  | 51,44            | 6 148 (2022)                      | 120                | modifier les données · modifier les données |
| Marignac                      | 17220      | 17800       | Jonzac              | Pons                                      | CC de la Haute Saintonge                  | 13,50            | 412 (2022)                        | 31                 | modifier les données · modifier les données |
| Marsais                       | 17221      | 17700       | Rochefort           | Surgères                                  | CC Aunis Sud                              | 23,98            | 956 (2022)                        | 40                 | modifier les données · modifier les données |
| Marsilly                      | 17222      | 17137       | La Rochelle         | Lagord                                    | CA de La Rochelle                         | 11,91            | 3 185 (2022)                      | 267                | modifier les données · modifier les données |
| Massac                        | 17223      | 17490       | Saint-Jean-d'Angély | Matha                                     | CC Vals de Saintonge Communauté           | 9,15             | 183 (2022)                        | 20                 | modifier les données · modifier les données |
| Matha                         | 17224      | 17160       | Saint-Jean-d'Angély | Matha                                     | CC Vals de Saintonge Communauté           | 19,08            | 2 202 (2022)                      | 115                | modifier les données · modifier les données |
| Les Mathes                    | 17225      | 17570       | Rochefort           | La Tremblade                              | CA Royan Atlantique                       | 34,38            | 2 184 (2022)                      | 64                 | modifier les données · modifier les données |
| Mazeray                       | 17226      | 17400       | Saint-Jean-d'Angély | Saint-Jean-d'Angély                       | CC Vals de Saintonge Communauté           | 19,38            | 990 (2022)                        | 51                 | modifier les données · modifier les données |
| Mazerolles                    | 17227      | 17800       | Jonzac              | Pons                                      | CC de la Haute Saintonge                  | 5,23             | 236 (2022)                        | 45                 | modifier les données · modifier les données |
| Médis                         | 17228      | 17600       | Saintes             | Saujon                                    | CA Royan Atlantique                       | 23,46            | 3 041 (2022)                      | 130                | modifier les données · modifier les données |
| Mérignac                      | 17229      | 17210       | Jonzac              | Les Trois Monts                           | CC de la Haute Saintonge                  | 4,41             | 235 (2022)                        | 53                 | modifier les données · modifier les données |
| Meschers-sur-Gironde          | 17230      | 17132       | Rochefort           | Saintonge Estuaire                        | CA Royan Atlantique                       | 15,98            | 3 165 (2022)                      | 198                | modifier les données · modifier les données |
| Messac                        | 17231      | 17130       | Jonzac              | Les Trois Monts                           | CC de la Haute Saintonge                  | 7,24             | 104 (2022)                        | 14                 | modifier les données · modifier les données |
| Meursac                       | 17232      | 17120       | Saintes             | Saintonge Estuaire                        | CC de Gémozac et de la Saintonge Viticole | 26,17            | 1 544 (2022)                      | 59                 | modifier les données · modifier les données |
| Meux                          | 17233      | 17500       | Jonzac              | Jonzac                                    | CC de la Haute Saintonge                  | 8,23             | 329 (2022)                        | 40                 | modifier les données · modifier les données |
| Migré                         | 17234      | 17330       | Saint-Jean-d'Angély | Saint-Jean-d'Angély                       | CC Vals de Saintonge Communauté           | 14,30            | 354 (2022)                        | 25                 | modifier les données · modifier les données |
| Migron                        | 17235      | 17770       | Saintes             | Chaniers                                  | CA Saintes - Grandes Rives - L'Agglo      | 15,06            | 699 (2022)                        | 46                 | modifier les données · modifier les données |
| Mirambeau                     | 17236      | 17150       | Jonzac              | Pons                                      | CC de la Haute Saintonge                  | 26,94            | 1 532 (2022)                      | 57                 | modifier les données · modifier les données |
| Moëze                         | 17237      | 17780       | Rochefort           | Marennes                                  | CA Rochefort Océan                        | 21,17            | 592 (2022)                        | 28                 | modifier les données · modifier les données |
| Mons                          | 17239      | 17160       | Saint-Jean-d'Angély | Matha                                     | CC Vals de Saintonge Communauté           | 15,63            | 446 (2022)                        | 29                 | modifier les données · modifier les données |
| Montendre                     | 17240      | 17130       | Jonzac              | Les Trois Monts                           | CC de la Haute Saintonge                  | 25,06            | 3 226 (2022)                      | 129                | modifier les données · modifier les données |
| Montguyon                     | 17241      | 17270       | Jonzac              | Les Trois Monts                           | CC de la Haute Saintonge                  | 18,18            | 1 636 (2022)                      | 90                 | modifier les données · modifier les données |
| Montils                       | 17242      | 17800       | Saintes             | Thénac                                    | CA Saintes - Grandes Rives - L'Agglo      | 23,64            | 871 (2022)                        | 37                 | modifier les données · modifier les données |
| Montlieu-la-Garde             | 17243      | 17210       | Jonzac              | Les Trois Monts                           | CC de la Haute Saintonge                  | 31,60            | 1 263 (2022)                      | 40                 | modifier les données · modifier les données |
| Montpellier-de-Médillan       | 17244      | 17260       | Saintes             | Saintonge Estuaire                        | CC de Gémozac et de la Saintonge Viticole | 14,85            | 686 (2022)                        | 46                 | modifier les données · modifier les données |
| Montroy                       | 17245      | 17220       | La Rochelle         | La Jarrie                                 | CA de La Rochelle                         | 3,99             | 940 (2022)                        | 236                | modifier les données · modifier les données |
| Moragne                       | 17246      | 17430       | Rochefort           | Tonnay-Charente                           | CA Rochefort Océan                        | 12,03            | 538 (2022)                        | 45                 | modifier les données · modifier les données |
| Mornac-sur-Seudre             | 17247      | 17113       | Rochefort           | La Tremblade                              | CA Royan Atlantique                       | 9,50             | 867 (2022)                        | 91                 | modifier les données · modifier les données |
| Mortagne-sur-Gironde          | 17248      | 17120       | Saintes             | Saintonge Estuaire                        | CA Royan Atlantique                       | 18,87            | 911 (2022)                        | 48                 | modifier les données · modifier les données |
| Mortiers                      | 17249      | 17500       | Jonzac              | Jonzac                                    | CC de la Haute Saintonge                  | 6,53             | 170 (2022)                        | 26                 | modifier les données · modifier les données |
| Mosnac                        | 17250      | 17240       | Jonzac              | Pons                                      | CC de la Haute Saintonge                  | 12,44            | 489 (2022)                        | 39                 | modifier les données · modifier les données |
| Le Mung                       | 17252      | 17350       | Saint-Jean-d'Angély | Saint-Jean-d'Angély                       | CC Vals de Saintonge Communauté           | 7,52             | 313 (2022)                        | 42                 | modifier les données · modifier les données |
| Muron                         | 17253      | 17430       | Rochefort           | Tonnay-Charente                           | CA Rochefort Océan                        | 39,06            | 1 357 (2022)                      | 35                 | modifier les données · modifier les données |
| Nachamps                      | 17254      | 17380       | Saint-Jean-d'Angély | Saint-Jean-d'Angély                       | CC Vals de Saintonge Communauté           | 4,18             | 204 (2022)                        | 49                 | modifier les données · modifier les données |
| Nancras                       | 17255      | 17600       | Saintes             | Saint-Porchaire                           | CC Cœur de Saintonge                      | 3,06             | 795 (2022)                        | 260                | modifier les données · modifier les données |
| Nantillé                      | 17256      | 17770       | Saint-Jean-d'Angély | Chaniers                                  | CC Vals de Saintonge Communauté           | 10,78            | 326 (2022)                        | 30                 | modifier les données · modifier les données |
| Néré                          | 17257      | 17510       | Saint-Jean-d'Angély | Matha                                     | CC Vals de Saintonge Communauté           | 29,97            | 667 (2022)                        | 22                 | modifier les données · modifier les données |
| Neuillac                      | 17258      | 17520       | Jonzac              | Jonzac                                    | CC de la Haute Saintonge                  | 10,57            | 316 (2022)                        | 30                 | modifier les données · modifier les données |
| Neulles                       | 17259      | 17500       | Jonzac              | Jonzac                                    | CC de la Haute Saintonge                  | 5,90             | 160 (2022)                        | 27                 | modifier les données · modifier les données |
| Neuvicq                       | 17260      | 17270       | Jonzac              | Les Trois Monts                           | CC de la Haute Saintonge                  | 22,72            | 408 (2022)                        | 18                 | modifier les données · modifier les données |
| Neuvicq-le-Château            | 17261      | 17490       | Saint-Jean-d'Angély | Matha                                     | CC Vals de Saintonge Communauté           | 15,14            | 346 (2022)                        | 23                 | modifier les données · modifier les données |
| Nieul-le-Virouil              | 17263      | 17150       | Jonzac              | Jonzac                                    | CC de la Haute Saintonge                  | 22,64            | 577 (2022)                        | 25                 | modifier les données · modifier les données |
| Nieul-lès-Saintes             | 17262      | 17810       | Saintes             | Saint-Porchaire                           | CC Cœur de Saintonge                      | 20,41            | 1 213 (2022)                      | 59                 | modifier les données · modifier les données |
| Nieul-sur-Mer                 | 17264      | 17137       | La Rochelle         | Lagord                                    | CA de La Rochelle                         | 10,96            | 5 805 (2022)                      | 530                | modifier les données · modifier les données |
| Nieulle-sur-Seudre            | 17265      | 17600       | Rochefort           | Marennes                                  | CC du Bassin de Marennes                  | 20,75            | 1 224 (2022)                      | 59                 | modifier les données · modifier les données |
| Les Nouillers                 | 17266      | 17380       | Saint-Jean-d'Angély | Saint-Jean-d'Angély                       | CC Vals de Saintonge Communauté           | 24,15            | 724 (2022)                        | 30                 | modifier les données · modifier les données |
| Nuaillé-d'Aunis               | 17267      | 17540       | La Rochelle         | Marans                                    | CC Aunis Atlantique                       | 16,47            | 1 259 (2022)                      | 76                 | modifier les données · modifier les données |
| Orignolles                    | 17269      | 17210       | Jonzac              | Les Trois Monts                           | CC de la Haute Saintonge                  | 13,66            | 715 (2022)                        | 52                 | modifier les données · modifier les données |
| Ozillac                       | 17270      | 17500       | Jonzac              | Jonzac                                    | CC de la Haute Saintonge                  | 15,93            | 611 (2022)                        | 38                 | modifier les données · modifier les données |
| Paillé                        | 17271      | 17470       | Saint-Jean-d'Angély | Matha                                     | CC Vals de Saintonge Communauté           | 12,44            | 327 (2022)                        | 26                 | modifier les données · modifier les données |
| Pérignac                      | 17273      | 17800       | Jonzac              | Thénac                                    | CC de la Haute Saintonge                  | 27,56            | 959 (2022)                        | 35                 | modifier les données · modifier les données |
| Périgny                       | 17274      | 17180       | La Rochelle         | Aytré                                     | CA de La Rochelle                         | 10,78            | 8 802 (2022)                      | 817                | modifier les données · modifier les données |
| Pessines                      | 17275      | 17810       | Saintes             | Thénac                                    | CA Saintes - Grandes Rives - L'Agglo      | 9,05             | 799 (2022)                        | 88                 | modifier les données · modifier les données |
| Le Pin                        | 17276      | 17210       | Jonzac              | Les Trois Monts                           | CC de la Haute Saintonge                  | 2,46             | 71 (2022)                         | 29                 | modifier les données · modifier les données |
| Pisany                        | 17278      | 17600       | Saintes             | Thénac                                    | CA Saintes - Grandes Rives - L'Agglo      | 6,59             | 775 (2022)                        | 118                | modifier les données · modifier les données |
| Plassac                       | 17279      | 17240       | Jonzac              | Pons                                      | CC de la Haute Saintonge                  | 15,48            | 666 (2022)                        | 43                 | modifier les données · modifier les données |
| Plassay                       | 17280      | 17250       | Saintes             | Saint-Porchaire                           | CC Cœur de Saintonge                      | 16,87            | 817 (2022)                        | 48                 | modifier les données · modifier les données |
| Polignac                      | 17281      | 17210       | Jonzac              | Les Trois Monts                           | CC de la Haute Saintonge                  | 4,64             | 161 (2022)                        | 35                 | modifier les données · modifier les données |
| Pommiers-Moulons              | 17282      | 17130       | Jonzac              | Les Trois Monts                           | CC de la Haute Saintonge                  | 9,60             | 212 (2022)                        | 22                 | modifier les données · modifier les données |
| Pons                          | 17283      | 17800       | Jonzac              | Pons                                      | CC de la Haute Saintonge                  | 27,63            | 4 308 (2022)                      | 156                | modifier les données · modifier les données |
| Pont-l'Abbé-d'Arnoult         | 17284      | 17250       | Saintes             | Saint-Porchaire                           | CC Cœur de Saintonge                      | 12,41            | 1 793 (2022)                      | 144                | modifier les données · modifier les données |
| Port-d'Envaux                 | 17285      | 17350       | Saintes             | Saint-Porchaire                           | CC Cœur de Saintonge                      | 22,55            | 1 170 (2022)                      | 52                 | modifier les données · modifier les données |
| Port-des-Barques              | 17484      | 17730       | Rochefort           | Tonnay-Charente                           | CA Rochefort Océan                        | 5,66             | 1 754 (2022)                      | 310                | modifier les données · modifier les données |
| Les Portes-en-Ré              | 17286      | 17880       | La Rochelle         | L'Île de Ré                               | CC de l'Île de Ré                         | 8,51             | 582 (2022)                        | 68                 | modifier les données · modifier les données |
| Pouillac                      | 17287      | 17210       | Jonzac              | Les Trois Monts                           | CC de la Haute Saintonge                  | 4,59             | 288 (2022)                        | 63                 | modifier les données · modifier les données |
| Poursay-Garnaud               | 17288      | 17400       | Saint-Jean-d'Angély | Matha                                     | CC Vals de Saintonge Communauté           | 5,22             | 312 (2022)                        | 60                 | modifier les données · modifier les données |
| Préguillac                    | 17289      | 17460       | Saintes             | Thénac                                    | CA Saintes - Grandes Rives - L'Agglo      | 6,60             | 438 (2022)                        | 66                 | modifier les données · modifier les données |
| Prignac                       | 17290      | 17160       | Saint-Jean-d'Angély | Matha                                     | CC Vals de Saintonge Communauté           | 6,77             | 286 (2022)                        | 42                 | modifier les données · modifier les données |
| Puilboreau                    | 17291      | 17138       | La Rochelle         | Aytré                                     | CA de La Rochelle                         | 7,88             | 6 668 (2022)                      | 846                | modifier les données · modifier les données |
| Puy-du-Lac                    | 17292      | 17380       | Saint-Jean-d'Angély | Saint-Jean-d'Angély                       | CC Vals de Saintonge Communauté           | 14,60            | 521 (2022)                        | 36                 | modifier les données · modifier les données |
| Puyravault                    | 17293      | 17700       | Rochefort           | Surgères                                  | CC Aunis Sud                              | 13,68            | 723 (2022)                        | 53                 | modifier les données · modifier les données |
| Puyrolland                    | 17294      | 17380       | Saint-Jean-d'Angély | Saint-Jean-d'Angély                       | CC Vals de Saintonge Communauté           | 12,98            | 184 (2022)                        | 14                 | modifier les données · modifier les données |
| Réaux sur Trèfle              | 17295      | 17500       | Jonzac              | Jonzac                                    | CC de la Haute Saintonge                  | 20,45            | 773 (2022)                        | 38                 | modifier les données · modifier les données |
| Rétaud                        | 17296      | 17460       | Saintes             | Thénac                                    | CC de Gémozac et de la Saintonge Viticole | 19,92            | 1 057 (2022)                      | 53                 | modifier les données · modifier les données |
| Rioux                         | 17298      | 17460       | Saintes             | Thénac                                    | CC de Gémozac et de la Saintonge Viticole | 18,98            | 977 (2022)                        | 51                 | modifier les données · modifier les données |
| Rivedoux-Plage                | 17297      | 17940       | La Rochelle         | L'Île de Ré                               | CC de l'Île de Ré                         | 4,52             | 2 428 (2022)                      | 537                | modifier les données · modifier les données |
| Rives de Boutonne             | 17268      | 17470       | Saint-Jean-d'Angély | Matha                                     | CC Vals de Saintonge Communauté           | 21,17            | 422 (2022)                        | 20                 | modifier les données · modifier les données |
| Rochefort                     | 17299      | 17300       | Rochefort           | Rochefort                                 | CA Rochefort Océan                        | 21,95            | 23 188 (2022)                     | 1 056              | modifier les données · modifier les données |
| Romazières                    | 17301      | 17510       | Saint-Jean-d'Angély | Matha                                     | CC Vals de Saintonge Communauté           | 8,70             | 83 (2022)                         | 9,5                | modifier les données · modifier les données |
| Romegoux                      | 17302      | 17250       | Saintes             | Saint-Porchaire                           | CC Cœur de Saintonge                      | 13,25            | 623 (2022)                        | 47                 | modifier les données · modifier les données |
| La Ronde                      | 17303      | 17170       | La Rochelle         | Marans                                    | CC Aunis Atlantique                       | 20,79            | 1 005 (2022)                      | 48                 | modifier les données · modifier les données |
| Rouffiac                      | 17304      | 17800       | Saintes             | Thénac                                    | CA Saintes - Grandes Rives - L'Agglo      | 5,85             | 503 (2022)                        | 86                 | modifier les données · modifier les données |
| Rouffignac                    | 17305      | 17130       | Jonzac              | Les Trois Monts                           | CC de la Haute Saintonge                  | 14,62            | 427 (2022)                        | 29                 | modifier les données · modifier les données |
| Royan                         | 17306      | 17200       | Rochefort           | Royan                                     | CA Royan Atlantique                       | 19,30            | 19 322 (2022)                     | 1 001              | modifier les données · modifier les données |
| Sablonceaux                   | 17307      | 17600       | Saintes             | Saujon                                    | CA Royan Atlantique                       | 22,09            | 1 413 (2022)                      | 64                 | modifier les données · modifier les données |
| Saint-Agnant                  | 17308      | 17620       | Rochefort           | Marennes                                  | CA Rochefort Océan                        | 22,49            | 2 774 (2022)                      | 123                | modifier les données · modifier les données |
| Saint-Aigulin                 | 17309      | 17360       | Jonzac              | Les Trois Monts                           | CC de la Haute Saintonge                  | 28,36            | 1 884 (2022)                      | 66                 | modifier les données · modifier les données |
| Saint-André-de-Lidon          | 17310      | 17260       | Saintes             | Saintonge Estuaire                        | CC de Gémozac et de la Saintonge Viticole | 23,83            | 1 220 (2022)                      | 51                 | modifier les données · modifier les données |
| Saint-Augustin                | 17311      | 17570       | Rochefort           | La Tremblade                              | CA Royan Atlantique                       | 18,83            | 1 503 (2022)                      | 80                 | modifier les données · modifier les données |
| Saint-Bonnet-sur-Gironde      | 17312      | 17150       | Jonzac              | Pons                                      | CC de la Haute Saintonge                  | 30,60            | 840 (2022)                        | 27                 | modifier les données · modifier les données |
| Saint-Bris-des-Bois           | 17313      | 17770       | Saintes             | Chaniers                                  | CA Saintes - Grandes Rives - L'Agglo      | 9,06             | 388 (2022)                        | 43                 | modifier les données · modifier les données |
| Saint-Césaire                 | 17314      | 17770       | Saintes             | Chaniers                                  | CA Saintes - Grandes Rives - L'Agglo      | 10,41            | 894 (2022)                        | 86                 | modifier les données · modifier les données |
| Saint-Christophe              | 17315      | 17220       | La Rochelle         | La Jarrie                                 | CA de La Rochelle                         | 13,64            | 1 405 (2022)                      | 103                | modifier les données · modifier les données |
| Saint-Ciers-Champagne         | 17316      | 17520       | Jonzac              | Jonzac                                    | CC de la Haute Saintonge                  | 18,08            | 388 (2022)                        | 21                 | modifier les données · modifier les données |
| Saint-Ciers-du-Taillon        | 17317      | 17240       | Jonzac              | Pons                                      | CC de la Haute Saintonge                  | 22,10            | 575 (2022)                        | 26                 | modifier les données · modifier les données |
| Saint-Clément-des-Baleines    | 17318      | 17590       | La Rochelle         | L'Île de Ré                               | CC de l'Île de Ré                         | 6,80             | 712 (2022)                        | 105                | modifier les données · modifier les données |
| Saint-Coutant-le-Grand        | 17320      | 17430       | Rochefort           | Tonnay-Charente                           | CA Rochefort Océan                        | 12,80            | 416 (2022)                        | 33                 | modifier les données · modifier les données |
| Saint-Crépin                  | 17321      | 17380       | Rochefort           | Saint-Jean-d'Angély                       | CC Aunis Sud                              | 13,94            | 346 (2022)                        | 25                 | modifier les données · modifier les données |
| Saint-Cyr-du-Doret            | 17322      | 17170       | La Rochelle         | Marans                                    | CC Aunis Atlantique                       | 17,08            | 683 (2022)                        | 40                 | modifier les données · modifier les données |
| Saint-Denis-d'Oléron          | 17323      | 17650       | Rochefort           | L'Île d'Oléron                            | CC de l'île d'Oléron                      | 11,75            | 1 346 (2022)                      | 115                | modifier les données · modifier les données |
| Saint-Dizant-du-Bois          | 17324      | 17150       | Jonzac              | Jonzac                                    | CC de la Haute Saintonge                  | 4,16             | 113 (2022)                        | 27                 | modifier les données · modifier les données |
| Saint-Dizant-du-Gua           | 17325      | 17240       | Jonzac              | Pons                                      | CC de la Haute Saintonge                  | 18,44            | 501 (2022)                        | 27                 | modifier les données · modifier les données |
| Saint-Eugène                  | 17326      | 17520       | Jonzac              | Jonzac                                    | CC de la Haute Saintonge                  | 16,56            | 285 (2022)                        | 17                 | modifier les données · modifier les données |
| Saint-Félix                   | 17327      | 17330       | Saint-Jean-d'Angély | Saint-Jean-d'Angély                       | CC Vals de Saintonge Communauté           | 15,23            | 322 (2022)                        | 21                 | modifier les données · modifier les données |
| Saint-Fort-sur-Gironde        | 17328      | 17240       | Jonzac              | Pons                                      | CC de la Haute Saintonge                  | 24,22            | 907 (2022)                        | 37                 | modifier les données · modifier les données |
| Saint-Froult                  | 17329      | 17780       | Rochefort           | Marennes                                  | CA Rochefort Océan                        | 6,39             | 390 (2022)                        | 61                 | modifier les données · modifier les données |
| Saint-Genis-de-Saintonge      | 17331      | 17240       | Jonzac              | Pons                                      | CC de la Haute Saintonge                  | 11,02            | 1 252 (2022)                      | 114                | modifier les données · modifier les données |
| Saint-Georges-Antignac        | 17332      | 17240       | Jonzac              | Jonzac                                    | CC de la Haute Saintonge                  | 10,10            | 407 (2022)                        | 40                 | modifier les données · modifier les données |
| Saint-Georges-d'Oléron        | 17337      | 17190       | Rochefort           | L'Île d'Oléron                            | CC de l'île d'Oléron                      | 46,55            | 4 052 (2022)                      | 87                 | modifier les données · modifier les données |
| Saint-Georges-de-Didonne      | 17333      | 17110       | Rochefort           | Royan                                     | CA Royan Atlantique                       | 10,58            | 5 093 (2022)                      | 481                | modifier les données · modifier les données |
| Saint-Georges-des-Agoûts      | 17335      | 17150       | Jonzac              | Pons                                      | CC de la Haute Saintonge                  | 6,31             | 281 (2022)                        | 45                 | modifier les données · modifier les données |
| Saint-Georges-des-Coteaux     | 17336      | 17810       | Saintes             | Saint-Porchaire                           | CA Saintes - Grandes Rives - L'Agglo      | 19,23            | 2 840 (2022)                      | 148                | modifier les données · modifier les données |
| Saint-Georges-du-Bois         | 17338      | 17700       | Rochefort           | Surgères                                  | CC Aunis Sud                              | 27,90            | 1 869 (2022)                      | 67                 | modifier les données · modifier les données |
| Saint-Germain-de-Lusignan     | 17339      | 17500       | Jonzac              | Jonzac                                    | CC de la Haute Saintonge                  | 18,05            | 1 298 (2022)                      | 72                 | modifier les données · modifier les données |
| Saint-Germain-de-Vibrac       | 17341      | 17500       | Jonzac              | Jonzac                                    | CC de la Haute Saintonge                  | 7,17             | 186 (2022)                        | 26                 | modifier les données · modifier les données |
| Saint-Germain-du-Seudre       | 17342      | 17240       | Jonzac              | Pons                                      | CC de la Haute Saintonge                  | 16,09            | 406 (2022)                        | 25                 | modifier les données · modifier les données |
| Saint-Grégoire-d'Ardennes     | 17343      | 17240       | Jonzac              | Pons                                      | CC de la Haute Saintonge                  | 3,50             | 144 (2022)                        | 41                 | modifier les données · modifier les données |
| Saint-Hilaire-de-Villefranche | 17344      | 17770       | Saint-Jean-d'Angély | Chaniers                                  | CC Vals de Saintonge Communauté           | 25,08            | 1 350 (2022)                      | 54                 | modifier les données · modifier les données |
| Saint-Hilaire-du-Bois         | 17345      | 17500       | Jonzac              | Jonzac                                    | CC de la Haute Saintonge                  | 7,48             | 298 (2022)                        | 40                 | modifier les données · modifier les données |
| Saint-Hippolyte               | 17346      | 17430       | Rochefort           | Tonnay-Charente                           | CA Rochefort Océan                        | 23,28            | 1 485 (2022)                      | 64                 | modifier les données · modifier les données |
| Saint-Jean-d'Angély           | 17347      | 17400       | Saint-Jean-d'Angély | Saint-Jean-d'Angély                       | CC Vals de Saintonge Communauté           | 18,78            | 6 679 (2022)                      | 356                | modifier les données · modifier les données |
| Saint-Jean-d'Angle            | 17348      | 17620       | Rochefort           | Marennes                                  | CA Rochefort Océan                        | 21,61            | 698 (2022)                        | 32                 | modifier les données · modifier les données |
| Saint-Jean-de-Liversay        | 17349      | 17170       | La Rochelle         | Marans                                    | CC Aunis Atlantique                       | 41,42            | 3 050 (2022)                      | 74                 | modifier les données · modifier les données |
| Saint-Julien-de-l'Escap       | 17350      | 17400       | Saint-Jean-d'Angély | Matha                                     | CC Vals de Saintonge Communauté           | 8,68             | 857 (2022)                        | 99                 | modifier les données · modifier les données |
| Saint-Just-Luzac              | 17351      | 17320       | Rochefort           | Marennes                                  | CC du Bassin de Marennes                  | 47,74            | 2 100 (2022)                      | 44                 | modifier les données · modifier les données |
| Saint-Laurent-de-la-Prée      | 17353      | 17450       | Rochefort           | Châtelaillon-Plage                        | CA Rochefort Océan                        | 27,51            | 2 285 (2022)                      | 83                 | modifier les données · modifier les données |
| Saint-Léger                   | 17354      | 17800       | Jonzac              | Pons                                      | CC de la Haute Saintonge                  | 15,88            | 672 (2022)                        | 42                 | modifier les données · modifier les données |
| Saint-Loup                    | 17356      | 17380       | Saint-Jean-d'Angély | Saint-Jean-d'Angély                       | CC Vals de Saintonge Communauté           | 16,42            | 312 (2022)                        | 19                 | modifier les données · modifier les données |
| Saint-Maigrin                 | 17357      | 17520       | Jonzac              | Jonzac                                    | CC de la Haute Saintonge                  | 21,49            | 533 (2022)                        | 25                 | modifier les données · modifier les données |
| Saint-Mandé-sur-Brédoire      | 17358      | 17470       | Saint-Jean-d'Angély | Matha                                     | CC Vals de Saintonge Communauté           | 23,21            | 298 (2022)                        | 13                 | modifier les données · modifier les données |
| Saint-Mard                    | 17359      | 17700       | Rochefort           | Surgères                                  | CC Aunis Sud                              | 21,21            | 1 244 (2022)                      | 59                 | modifier les données · modifier les données |
| Saint-Martial                 | 17361      | 17330       | Saint-Jean-d'Angély | Matha                                     | CC Vals de Saintonge Communauté           | 4,07             | 110 (2022)                        | 27                 | modifier les données · modifier les données |
| Saint-Martial-de-Mirambeau    | 17362      | 17150       | Jonzac              | Pons                                      | CC de la Haute Saintonge                  | 9,08             | 301 (2022)                        | 33                 | modifier les données · modifier les données |
| Saint-Martial-de-Vitaterne    | 17363      | 17500       | Jonzac              | Jonzac                                    | CC de la Haute Saintonge                  | 2,78             | 549 (2022)                        | 197                | modifier les données · modifier les données |
| Saint-Martial-sur-Né          | 17364      | 17520       | Jonzac              | Jonzac                                    | CC de la Haute Saintonge                  | 11,60            | 428 (2022)                        | 37                 | modifier les données · modifier les données |
| Saint-Martin-d'Ary            | 17365      | 17270       | Jonzac              | Les Trois Monts                           | CC de la Haute Saintonge                  | 8,61             | 471 (2022)                        | 55                 | modifier les données · modifier les données |
| Saint-Martin-de-Coux          | 17366      | 17360       | Jonzac              | Les Trois Monts                           | CC de la Haute Saintonge                  | 15,71            | 459 (2022)                        | 29                 | modifier les données · modifier les données |
| Saint-Martin-de-Juillers      | 17367      | 17400       | Saint-Jean-d'Angély | Matha                                     | CC Vals de Saintonge Communauté           | 8,38             | 152 (2022)                        | 18                 | modifier les données · modifier les données |
| Saint-Martin-de-Ré            | 17369      | 17410       | La Rochelle         | L'Île de Ré                               | CC de l'Île de Ré                         | 4,70             | 2 309 (2022)                      | 491                | modifier les données · modifier les données |
| Saint-Médard                  | 17372      | 17500       | Jonzac              | Jonzac                                    | CC de la Haute Saintonge                  | 3,81             | 90 (2022)                         | 24                 | modifier les données · modifier les données |
| Saint-Médard-d'Aunis          | 17373      | 17220       | La Rochelle         | La Jarrie                                 | CA de La Rochelle                         | 22,53            | 2 367 (2022)                      | 105                | modifier les données · modifier les données |
| Saint-Nazaire-sur-Charente    | 17375      | 17780       | Rochefort           | Tonnay-Charente                           | CA Rochefort Océan                        | 20,31            | 1 214 (2022)                      | 60                 | modifier les données · modifier les données |
| Saint-Ouen-d'Aunis            | 17376      | 17230       | La Rochelle         | Marans                                    | CC Aunis Atlantique                       | 8,82             | 2 133 (2022)                      | 242                | modifier les données · modifier les données |
| Saint-Ouen-la-Thène           | 17377      | 17490       | Saint-Jean-d'Angély | Matha                                     | CC Vals de Saintonge Communauté           | 7,01             | 137 (2022)                        | 20                 | modifier les données · modifier les données |
| Saint-Palais-de-Négrignac     | 17378      | 17210       | Jonzac              | Les Trois Monts                           | CC de la Haute Saintonge                  | 18,51            | 417 (2022)                        | 23                 | modifier les données · modifier les données |
| Saint-Palais-de-Phiolin       | 17379      | 17800       | Jonzac              | Pons                                      | CC de la Haute Saintonge                  | 11,01            | 214 (2022)                        | 19                 | modifier les données · modifier les données |
| Saint-Palais-sur-Mer          | 17380      | 17420       | Rochefort           | La Tremblade                              | CA Royan Atlantique                       | 15,69            | 3 879 (2022)                      | 247                | modifier les données · modifier les données |
| Saint-Pardoult                | 17381      | 17400       | Saint-Jean-d'Angély | Matha                                     | CC Vals de Saintonge Communauté           | 5,60             | 214 (2022)                        | 38                 | modifier les données · modifier les données |
| Saint-Pierre-d'Amilly         | 17382      | 17700       | Rochefort           | Surgères                                  | CC Aunis Sud                              | 19,81            | 564 (2022)                        | 28                 | modifier les données · modifier les données |
| Saint-Pierre-d'Oléron         | 17385      | 17310       | Rochefort           | L'Île d'Oléron                            | CC de l'île d'Oléron                      | 40,55            | 6 665 (2022)                      | 164                | modifier les données · modifier les données |
| Saint-Pierre-de-Juillers      | 17383      | 17400       | Saint-Jean-d'Angély | Matha                                     | CC Vals de Saintonge Communauté           | 17,59            | 347 (2022)                        | 20                 | modifier les données · modifier les données |
| Saint-Pierre-de-l'Isle        | 17384      | 17330       | Saint-Jean-d'Angély | Matha                                     | CC Vals de Saintonge Communauté           | 6,43             | 268 (2022)                        | 42                 | modifier les données · modifier les données |
| Saint-Pierre-du-Palais        | 17386      | 17270       | Jonzac              | Les Trois Monts                           | CC de la Haute Saintonge                  | 12,93            | 335 (2022)                        | 26                 | modifier les données · modifier les données |
| Saint-Pierre-La-Noue          | 17340      | 17700       | Rochefort           | Surgères                                  | CC Aunis Sud                              | 24,91            | 1 498 (2022)                      | 60                 | modifier les données · modifier les données |
| Saint-Porchaire               | 17387      | 17250       | Saintes             | Saint-Porchaire                           | CC Cœur de Saintonge                      | 17,40            | 1 988 (2022)                      | 114                | modifier les données · modifier les données |
| Saint-Quantin-de-Rançanne     | 17388      | 17800       | Jonzac              | Pons                                      | CC de la Haute Saintonge                  | 9,11             | 263 (2022)                        | 29                 | modifier les données · modifier les données |
| Saint-Rogatien                | 17391      | 17220       | La Rochelle         | La Jarrie                                 | CA de La Rochelle                         | 5,19             | 2 394 (2022)                      | 461                | modifier les données · modifier les données |
| Saint-Romain-de-Benet         | 17393      | 17600       | Saintes             | Saujon                                    | CA Royan Atlantique                       | 32,78            | 1 777 (2022)                      | 54                 | modifier les données · modifier les données |
| Saint-Saturnin-du-Bois        | 17394      | 17700       | Rochefort           | Surgères                                  | CC Aunis Sud                              | 25,21            | 910 (2022)                        | 36                 | modifier les données · modifier les données |
| Saint-Sauvant                 | 17395      | 17610       | Saintes             | Chaniers                                  | CA Saintes - Grandes Rives - L'Agglo      | 7,05             | 514 (2022)                        | 73                 | modifier les données · modifier les données |
| Saint-Sauveur-d'Aunis         | 17396      | 17540       | La Rochelle         | Marans                                    | CC Aunis Atlantique                       | 19,66            | 1 885 (2022)                      | 96                 | modifier les données · modifier les données |
| Saint-Savinien                | 17397      | 17350       | Saint-Jean-d'Angély | Saint-Jean-d'Angély                       | CC Vals de Saintonge Communauté           | 47,00            | 2 458 (2022)                      | 52                 | modifier les données · modifier les données |
| Saint-Seurin-de-Palenne       | 17398      | 17800       | Jonzac              | Pons                                      | CC de la Haute Saintonge                  | 4,03             | 166 (2022)                        | 41                 | modifier les données · modifier les données |
| Saint-Sever-de-Saintonge      | 17400      | 17800       | Saintes             | Thénac                                    | CA Saintes - Grandes Rives - L'Agglo      | 8,13             | 648 (2022)                        | 80                 | modifier les données · modifier les données |
| Saint-Séverin-sur-Boutonne    | 17401      | 17330       | Saint-Jean-d'Angély | Matha                                     | CC Vals de Saintonge Communauté           | 7,78             | 93 (2022)                         | 12                 | modifier les données · modifier les données |
| Saint-Sigismond-de-Clermont   | 17402      | 17240       | Jonzac              | Jonzac                                    | CC de la Haute Saintonge                  | 5,28             | 162 (2022)                        | 31                 | modifier les données · modifier les données |
| Saint-Simon-de-Bordes         | 17403      | 17500       | Jonzac              | Jonzac                                    | CC de la Haute Saintonge                  | 14,08            | 767 (2022)                        | 54                 | modifier les données · modifier les données |
| Saint-Simon-de-Pellouaille    | 17404      | 17260       | Saintes             | Saintonge Estuaire                        | CC de Gémozac et de la Saintonge Viticole | 8,95             | 684 (2022)                        | 76                 | modifier les données · modifier les données |
| Saint-Sorlin-de-Conac         | 17405      | 17150       | Jonzac              | Pons                                      | CC de la Haute Saintonge                  | 15,37            | 205 (2022)                        | 13                 | modifier les données · modifier les données |
| Saint-Sornin                  | 17406      | 17600       | Rochefort           | Marennes                                  | CC du Bassin de Marennes                  | 13,49            | 420 (2022)                        | 31                 | modifier les données · modifier les données |
| Saint-Sulpice-d'Arnoult       | 17408      | 17250       | Saintes             | Saint-Porchaire                           | CC Cœur de Saintonge                      | 16,12            | 919 (2022)                        | 57                 | modifier les données · modifier les données |
| Saint-Sulpice-de-Royan        | 17409      | 17200       | Rochefort           | Saujon                                    | CA Royan Atlantique                       | 20,81            | 3 417 (2022)                      | 164                | modifier les données · modifier les données |
| Saint-Thomas-de-Conac         | 17410      | 17150       | Jonzac              | Pons                                      | CC de la Haute Saintonge                  | 28,04            | 574 (2022)                        | 20                 | modifier les données · modifier les données |
| Saint-Trojan-les-Bains        | 17411      | 17370       | Rochefort           | L'Île d'Oléron                            | CC de l'île d'Oléron                      | 17,53            | 1 118 (2022)                      | 64                 | modifier les données · modifier les données |
| Saint-Vaize                   | 17412      | 17100       | Saintes             | Chaniers                                  | CA Saintes - Grandes Rives - L'Agglo      | 4,61             | 628 (2022)                        | 136                | modifier les données · modifier les données |
| Saint-Vivien                  | 17413      | 17220       | La Rochelle         | Châtelaillon-Plage                        | CA de La Rochelle                         | 8,27             | 1 411 (2022)                      | 171                | modifier les données · modifier les données |
| Saint-Xandre                  | 17414      | 17138       | La Rochelle         | Lagord                                    | CA de La Rochelle                         | 13,29            | 5 531 (2022)                      | 416                | modifier les données · modifier les données |
| Sainte-Colombe                | 17319      | 17210       | Jonzac              | Les Trois Monts                           | CC de la Haute Saintonge                  | 4,38             | 110 (2022)                        | 25                 | modifier les données · modifier les données |
| Sainte-Gemme                  | 17330      | 17250       | Saintes             | Saint-Porchaire                           | CC Cœur de Saintonge                      | 40,91            | 1 364 (2022)                      | 33                 | modifier les données · modifier les données |
| Sainte-Lheurine               | 17355      | 17520       | Jonzac              | Jonzac                                    | CC de la Haute Saintonge                  | 17,78            | 527 (2022)                        | 30                 | modifier les données · modifier les données |
| Sainte-Marie-de-Ré            | 17360      | 17740       | La Rochelle         | L'Île de Ré                               | CC de l'Île de Ré                         | 9,84             | 3 392 (2022)                      | 345                | modifier les données · modifier les données |
| Sainte-Même                   | 17374      | 17770       | Saint-Jean-d'Angély | Chaniers                                  | CC Vals de Saintonge Communauté           | 6,15             | 225 (2022)                        | 37                 | modifier les données · modifier les données |
| Sainte-Radegonde              | 17389      | 17250       | Saintes             | Saint-Porchaire                           | CC Cœur de Saintonge                      | 11,14            | 578 (2022)                        | 52                 | modifier les données · modifier les données |
| Sainte-Ramée                  | 17390      | 17240       | Jonzac              | Pons                                      | CC de la Haute Saintonge                  | 4,67             | 114 (2022)                        | 24                 | modifier les données · modifier les données |
| Sainte-Soulle                 | 17407      | 17220       | La Rochelle         | La Jarrie                                 | CA de La Rochelle                         | 21,82            | 5 016 (2022)                      | 230                | modifier les données · modifier les données |
| Saintes                       | 17415      | 17100       | Saintes             | Saintes                                   | CA Saintes - Grandes Rives - L'Agglo      | 45,55            | 25 312 (2022)                     | 556                | modifier les données · modifier les données |
| Saleignes                     | 17416      | 17510       | Saint-Jean-d'Angély | Matha                                     | CC Vals de Saintonge Communauté           | 7,89             | 57 (2022)                         | 7,2                | modifier les données · modifier les données |
| Salignac-de-Mirambeau         | 17417      | 17130       | Jonzac              | Pons                                      | CC de la Haute Saintonge                  | 7,56             | 164 (2022)                        | 22                 | modifier les données · modifier les données |
| Salignac-sur-Charente         | 17418      | 17800       | Jonzac              | Thénac                                    | CC de la Haute Saintonge                  | 10,22            | 609 (2022)                        | 60                 | modifier les données · modifier les données |
| Salles-sur-Mer                | 17420      | 17220       | La Rochelle         | Châtelaillon-Plage                        | CA de La Rochelle                         | 14,03            | 2 427 (2022)                      | 173                | modifier les données · modifier les données |
| Saujon                        | 17421      | 17600       | Saintes             | Saujon                                    | CA Royan Atlantique                       | 18,07            | 7 314 (2022)                      | 405                | modifier les données · modifier les données |
| Seigné                        | 17422      | 17510       | Saint-Jean-d'Angély | Matha                                     | CC Vals de Saintonge Communauté           | 6,43             | 91 (2022)                         | 14                 | modifier les données · modifier les données |
| Semillac                      | 17423      | 17150       | Jonzac              | Pons                                      | CC de la Haute Saintonge                  | 2,47             | 68 (2022)                         | 28                 | modifier les données · modifier les données |
| Semoussac                     | 17424      | 17150       | Jonzac              | Pons                                      | CC de la Haute Saintonge                  | 9,62             | 389 (2022)                        | 40                 | modifier les données · modifier les données |
| Semussac                      | 17425      | 17120       | Saintes             | Saujon                                    | CA Royan Atlantique                       | 24,85            | 2 532 (2022)                      | 102                | modifier les données · modifier les données |
| Le Seure                      | 17426      | 17770       | Saintes             | Chaniers                                  | CA Saintes - Grandes Rives - L'Agglo      | 5,68             | 275 (2022)                        | 48                 | modifier les données · modifier les données |
| Siecq                         | 17427      | 17490       | Saint-Jean-d'Angély | Matha                                     | CC Vals de Saintonge Communauté           | 11,66            | 213 (2022)                        | 18                 | modifier les données · modifier les données |
| Sonnac                        | 17428      | 17160       | Saint-Jean-d'Angély | Matha                                     | CC Vals de Saintonge Communauté           | 17,12            | 503 (2022)                        | 29                 | modifier les données · modifier les données |
| Soubise                       | 17429      | 17780       | Rochefort           | Tonnay-Charente                           | CA Rochefort Océan                        | 10,93            | 3 935 (2022)                      | 360                | modifier les données · modifier les données |
| Soubran                       | 17430      | 17150       | Jonzac              | Pons                                      | CC de la Haute Saintonge                  | 13,25            | 419 (2022)                        | 32                 | modifier les données · modifier les données |
| Soulignonne                   | 17431      | 17250       | Saintes             | Saint-Porchaire                           | CC Cœur de Saintonge                      | 14,31            | 742 (2022)                        | 52                 | modifier les données · modifier les données |
| Souméras                      | 17432      | 17130       | Jonzac              | Les Trois Monts                           | CC de la Haute Saintonge                  | 6,26             | 374 (2022)                        | 60                 | modifier les données · modifier les données |
| Sousmoulins                   | 17433      | 17130       | Jonzac              | Les Trois Monts                           | CC de la Haute Saintonge                  | 7,70             | 214 (2022)                        | 28                 | modifier les données · modifier les données |
| Surgères                      | 17434      | 17700       | Rochefort           | Surgères                                  | CC Aunis Sud                              | 28,71            | 6 861 (2022)                      | 239                | modifier les données · modifier les données |
| Taillant                      | 17435      | 17350       | Saint-Jean-d'Angély | Saint-Jean-d'Angély                       | CC Vals de Saintonge Communauté           | 4,96             | 191 (2022)                        | 39                 | modifier les données · modifier les données |
| Taillebourg                   | 17436      | 17350       | Saint-Jean-d'Angély | Saint-Jean-d'Angély                       | CC Vals de Saintonge Communauté           | 14,25            | 782 (2022)                        | 55                 | modifier les données · modifier les données |
| Talmont-sur-Gironde           | 17437      | 17120       | Saintes             | Saintonge Estuaire                        | CA Royan Atlantique                       | 4,44             | 83 (2022)                         | 19                 | modifier les données · modifier les données |
| Tanzac                        | 17438      | 17260       | Saintes             | Saintonge Estuaire                        | CC de Gémozac et de la Saintonge Viticole | 11,23            | 296 (2022)                        | 26                 | modifier les données · modifier les données |
| Taugon                        | 17439      | 17170       | La Rochelle         | Marans                                    | CC Aunis Atlantique                       | 15,70            | 772 (2022)                        | 49                 | modifier les données · modifier les données |
| Ternant                       | 17440      | 17400       | Saint-Jean-d'Angély | Saint-Jean-d'Angély                       | CC Vals de Saintonge Communauté           | 5,61             | 381 (2022)                        | 68                 | modifier les données · modifier les données |
| Tesson                        | 17441      | 17460       | Saintes             | Thénac                                    | CC de Gémozac et de la Saintonge Viticole | 12,13            | 1 144 (2022)                      | 94                 | modifier les données · modifier les données |
| Thaims                        | 17442      | 17120       | Saintes             | Saintonge Estuaire                        | CC de Gémozac et de la Saintonge Viticole | 8,74             | 387 (2022)                        | 44                 | modifier les données · modifier les données |
| Thairé                        | 17443      | 17290       | La Rochelle         | La Jarrie                                 | CA de La Rochelle                         | 18,74            | 1 874 (2022)                      | 100                | modifier les données · modifier les données |
| Thénac                        | 17444      | 17460       | Saintes             | Thénac                                    | CA Saintes - Grandes Rives - L'Agglo      | 19,17            | 1 702 (2022)                      | 89                 | modifier les données · modifier les données |
| Thézac                        | 17445      | 17600       | Saintes             | Thénac                                    | CC de Gémozac et de la Saintonge Viticole | 12,42            | 332 (2022)                        | 27                 | modifier les données · modifier les données |
| Thors                         | 17446      | 17160       | Saint-Jean-d'Angély | Matha                                     | CC Vals de Saintonge Communauté           | 5,55             | 470 (2022)                        | 85                 | modifier les données · modifier les données |
| Le Thou                       | 17447      | 17290       | Rochefort           | Surgères                                  | CC Aunis Sud                              | 19,00            | 2 085 (2022)                      | 110                | modifier les données · modifier les données |
| Tonnay-Boutonne               | 17448      | 17380       | Saint-Jean-d'Angély | Saint-Jean-d'Angély                       | CC Vals de Saintonge Communauté           | 22,73            | 1 190 (2022)                      | 52                 | modifier les données · modifier les données |
| Tonnay-Charente               | 17449      | 17430       | Rochefort           | Tonnay-Charente                           | CA Rochefort Océan                        | 34,39            | 8 248 (2022)                      | 240                | modifier les données · modifier les données |
| Torxé                         | 17450      | 17380       | Saint-Jean-d'Angély | Saint-Jean-d'Angély                       | CC Vals de Saintonge Communauté           | 11,43            | 252 (2022)                        | 22                 | modifier les données · modifier les données |
| Les Touches-de-Périgny        | 17451      | 17160       | Saint-Jean-d'Angély | Matha                                     | CC Vals de Saintonge Communauté           | 21,56            | 544 (2022)                        | 25                 | modifier les données · modifier les données |
| La Tremblade                  | 17452      | 17390       | Rochefort           | La Tremblade                              | CA Royan Atlantique                       | 69,13            | 4 543 (2022)                      | 66                 | modifier les données · modifier les données |
| Trizay                        | 17453      | 17250       | Saintes             | Saint-Porchaire                           | CC Cœur de Saintonge                      | 14,13            | 1 505 (2022)                      | 107                | modifier les données · modifier les données |
| Tugéras-Saint-Maurice         | 17454      | 17130       | Jonzac              | Les Trois Monts                           | CC de la Haute Saintonge                  | 13,77            | 383 (2022)                        | 28                 | modifier les données · modifier les données |
| La Vallée                     | 17455      | 17250       | Saintes             | Saint-Porchaire                           | CC Cœur de Saintonge                      | 16,37            | 683 (2022)                        | 42                 | modifier les données · modifier les données |
| Vanzac                        | 17458      | 17500       | Jonzac              | Les Trois Monts                           | CC de la Haute Saintonge                  | 6,39             | 191 (2022)                        | 30                 | modifier les données · modifier les données |
| Varaize                       | 17459      | 17400       | Saint-Jean-d'Angély | Matha                                     | CC Vals de Saintonge Communauté           | 20,48            | 545 (2022)                        | 27                 | modifier les données · modifier les données |
| Varzay                        | 17460      | 17460       | Saintes             | Thénac                                    | CA Saintes - Grandes Rives - L'Agglo      | 14,04            | 847 (2022)                        | 60                 | modifier les données · modifier les données |
| Vaux-sur-Mer                  | 17461      | 17640       | Rochefort           | Royan                                     | CA Royan Atlantique                       | 5,97             | 4 030 (2022)                      | 675                | modifier les données · modifier les données |
| Vénérand                      | 17462      | 17100       | Saintes             | Chaniers                                  | CA Saintes - Grandes Rives - L'Agglo      | 9,65             | 771 (2022)                        | 80                 | modifier les données · modifier les données |
| Vergeroux                     | 17463      | 17300       | Rochefort           | Tonnay-Charente                           | CA Rochefort Océan                        | 5,53             | 1 285 (2022)                      | 232                | modifier les données · modifier les données |
| La Vergne                     | 17465      | 17400       | Saint-Jean-d'Angély | Saint-Jean-d'Angély                       | CC Vals de Saintonge Communauté           | 13,97            | 610 (2022)                        | 44                 | modifier les données · modifier les données |
| Vergné                        | 17464      | 17330       | Saint-Jean-d'Angély | Saint-Jean-d'Angély                       | CC Vals de Saintonge Communauté           | 8,00             | 168 (2022)                        | 21                 | modifier les données · modifier les données |
| Vérines                       | 17466      | 17540       | La Rochelle         | La Jarrie                                 | CA de La Rochelle                         | 13,35            | 2 375 (2022)                      | 178                | modifier les données · modifier les données |
| Vervant                       | 17467      | 17400       | Saint-Jean-d'Angély | Matha                                     | CC Vals de Saintonge Communauté           | 5,62             | 244 (2022)                        | 43                 | modifier les données · modifier les données |
| Vibrac                        | 17468      | 17130       | Jonzac              | Jonzac                                    | CC de la Haute Saintonge                  | 5,02             | 159 (2022)                        | 32                 | modifier les données · modifier les données |
| Villars-en-Pons               | 17469      | 17260       | Saintes             | Saintonge Estuaire                        | CC de Gémozac et de la Saintonge Viticole | 13,32            | 578 (2022)                        | 43                 | modifier les données · modifier les données |
| Villars-les-Bois              | 17470      | 17770       | Saintes             | Chaniers                                  | CA Saintes - Grandes Rives - L'Agglo      | 8,60             | 240 (2022)                        | 28                 | modifier les données · modifier les données |
| La Villedieu                  | 17471      | 17470       | Saint-Jean-d'Angély | Matha                                     | CC Vals de Saintonge Communauté           | 22,27            | 203 (2022)                        | 9,1                | modifier les données · modifier les données |
| Villedoux                     | 17472      | 17230       | La Rochelle         | Marans                                    | CC Aunis Atlantique                       | 15,84            | 2 241 (2022)                      | 141                | modifier les données · modifier les données |
| Villemorin                    | 17473      | 17470       | Saint-Jean-d'Angély | Matha                                     | CC Vals de Saintonge Communauté           | 10,67            | 125 (2022)                        | 12                 | modifier les données · modifier les données |
| Villeneuve-la-Comtesse        | 17474      | 17330       | Saint-Jean-d'Angély | Saint-Jean-d'Angély                       | CC Vals de Saintonge Communauté           | 15,90            | 745 (2022)                        | 47                 | modifier les données · modifier les données |
| Villexavier                   | 17476      | 17500       | Jonzac              | Jonzac                                    | CC de la Haute Saintonge                  | 9,97             | 270 (2022)                        | 27                 | modifier les données · modifier les données |
| Villiers-Couture              | 17477      | 17510       | Saint-Jean-d'Angély | Matha                                     | CC Vals de Saintonge Communauté           | 8,37             | 108 (2022)                        | 13                 | modifier les données · modifier les données |
| Vinax                         | 17478      | 17510       | Saint-Jean-d'Angély | Matha                                     | CC Vals de Saintonge Communauté           | 9,19             | 67 (2022)                         | 7,3                | modifier les données · modifier les données |
| Virollet                      | 17479      | 17260       | Saintes             | Saintonge Estuaire                        | CC de Gémozac et de la Saintonge Viticole | 10,01            | 298 (2022)                        | 30                 | modifier les données · modifier les données |
| Virson                        | 17480      | 17290       | Rochefort           | Surgères                                  | CC Aunis Sud                              | 9,92             | 738 (2022)                        | 74                 | modifier les données · modifier les données |
| Voissay                       | 17481      | 17400       | Saint-Jean-d'Angély | Saint-Jean-d'Angély                       | CC Vals de Saintonge Communauté           | 5,06             | 172 (2022)                        | 34                 | modifier les données · modifier les données |
| Vouhé                         | 17482      | 17700       | Rochefort           | Surgères                                  | CC Aunis Sud                              | 15,61            | 657 (2022)                        | 42                 | modifier les données · modifier les données |
| Yves                          | 17483      | 17340       | La Rochelle         | Châtelaillon-Plage                        | CA de La Rochelle                         | 25,75            | 1 508 (2022)                      | 59                 | modifier les données · modifier les données |
| Charente-Maritime             | 17         |             |                     |                                           |                                           | 6 864,00         | 668 160 (2022)                    | 97                 | modifier les données                        |